# اچ‌ام‌اس لویی (۱۷۴۱)
اچ‌ام‌اس لویی (۱۷۴۱) (به انگلیسی: HMS Looe (1741)) یک کشتی بود که طول آن ۱۲۴ فوت ۴٫۵ اینچ (۳۷٫۹ متر) بود. این کشتی در سال ۱۷۴۱ ساخته شد.